# Mark van den Beucken
Mark van den Beucken (Beringe, 4 september 1996) is een Nederlandse handbalkeeper.

## Biografie
Van den Beucken begon zijn handbalcarrière bij Bevo HC in Panningen waar hij doorstootte naar het eerste team. In de zomer van 2015 ging Van den Beucken naar Spanje voor een proeftraining bij FC Barcelona. In 2016 vertrok Van den Beucken naar het Duitse TBV Lemgo, en in 2018 keerde Van den Beucken terug naar Bevo. Na een seizoen vertrok van den Beucken naar de Duitste tweede divisionist, HSV.
In 2020 verkaste hij naar TBV Lemgo.
Van den Beucken debuteerde voor het nationaal team op 13 januari 2017 tegen het Finse handbalteam.